# سیارک ۲۸۵۳
سیارک ۲۸۵۳ (به انگلیسی: 2853 Harvill، نامگذاری:1963RG) دو هزار و هشتصد و پنجاه و سومین سیارک کشف شده‌است که در ۱۴ سپتامبر ۱۹۶۳ کشف شد.
قدر مطلق سیارک برابر ۱۳٫۴۰ است.